# Liste venezolanischer Inseln
Dies ist eine Liste venezolanischer Inseln, geordnet nach den Bundesstaaten Venezuelas:

## Amazonas
- Castillito
- Ratón
- Vivoral

## Anzoátegui
- Islas Borrachas
- Islas Chimanas
- Isletas de Píritu
  - Píritu Adentro
  - Píritu Afuera

## Aragua
mehrere Inseln im Valenciasee, darunter
- El Zorro
- Caigüire

## Bolívar
- Fraile
- Guanare
- La Ceiba
- La Urbana
- Matajey
- Platero
- San Rey
- Tucuragua
- Isla de Anacoco

## Carabobo

### ImValenciasee
- Burrito
- Chambergo
- El Horno
- Isla de Cura
- Isla de Tacarigua
- Otama

### Im Karibischen Meer
- Alcatraz
- Goaigoaza
- Isla Del Rey
- Larga
- Santo Domingo

## Delta Amacuro
- Baroco Sanuca
- Barocoida
- Burojo
- Burojoida
- Caneima
- Cangrejo
- Coboina
- Corocoro (Insel)
- Corosimo
- Cotorra
- Curiapo
- El Barril
- Guasina
- Iduburojo
- Jeburina
- Las Cidras
- Manamito
- Manamo
- Mariusa
- Matamata
- Mocua
- Noina
- Pagayos
- Paloma
- Remolino
- Sacoroco
- Tobeina
- Tobejuba
- Tórtola
- Tres Canos
- Tucupita

## Dependencias Federales
Zu diesem Territorium gehören, geordnet von West nach Ost, folgende Inseln und Inselgruppen im Karibischen Meer:
- Los Monjes
  - Monjes del Norte
  - Monjes del Sur
  - Monje del Este
- Las Aves
  - Aves de Sotavento
  - Aves de Barlovento
- Los Roques
- La Orchila
- La Tortuga
  - Los Tortuguillos
  - Cayo Herradura
  - Los Palanquines
- La Blanquilla
- Los Hermanos (Inselgruppe)
  - Grueso, auch Morro de Afuera genannt
  - Los Morochos
  - La Orquilla
  - Chiquito
  - Fondeadero
  - Pico, auch Morro Pando genannt
- Los Frailes (Inselgruppe)
  - Morro Blanco
  - Morro de la Pecha
  - Roca del Norte
  - Puerto Real
  - Cominoto
  - El Chaure
- Aves (Insel)
- La Sola
- Los Testigos
  - Iguana
  - Morro Blanco
  - Testigo Grande
  - Conejo
  - Rajada
  - Noreste
- Isla de Patos

## Falcón
- Cayo Animas
- Cayo Borracho
- Cayo del Noroeste
- Cayo Punta Brava
- Cayo Sal
- Cayo San Juan
- Cayo Sombrero

## Miranda
- Farallón Centinela

## Monagas
- Guanipa
- Güinamorena
- Iguana
- Macareo
- Paloma
- Tigre
- Varadero
- Venado

## Nueva Esparta
- Isla de Coche
- Cubagua
- Isla Margarita
  - El Yaque

## Sucre
- Antica
- Turuepano

## Táchira
- Betancourt

## Zulia
- Oribona
- Pescaderos
- Toas
- Zapara